# Roberto Cociancich
Roberto Giuseppe Guido Cociancich (Milano, 26 giugno 1961) è un politico italiano, presidente della Conferenza Internazionale Cattolica dello Scautismo dal 2011 al 2017 e senatore per il Partito Democratico dal 2013 al 2018.

## Biografia
È figlio di Romeo Cociancich, un esule di Fiume (benché nativo di Visignano), dirigente d'azienda e attivo nell'associazionismo degli esuli. Roberto Cociancich è invece nato e cresciuto a Milano. Nel 1980 consegue la maturità al Liceo - Ginnasio Alessandro Manzoni e quattro anni dopo si laurea in Giurisprudenza all'Università degli Studi di Milano.
Diventato avvocato presso l'ordine di Milano, inizia a lavorare in diversi studi legali milanesi, specializzandosi in diritto civile, internazionale, commerciale e societario. È stato socio della branch italiana dello studio anglosassone Eversheds. Nel 2004 fonda lo studio legale CRW and Partners; nel 2014 diventa presidente dello studio CREA Avvocati Associati, specializzato in servizi legali alle imprese. Per alcuni anni è anche cultore della materia di Diritto Pubblico alla Facoltà di Economia dell'Università Cattolica del Sacro Cuore. Ha pubblicato come coautore le sezioni riguardanti il diritto italiano di The European Company Laws (Ed. Sweet and Maxwell, Londra, 2008) e Project Finance (ed. Thomson Reuter, Londra, 2012), oltre a dei contributi sulla rivista Insurance Day su questioni di natura assicurativa.

A fine 2019 viene nominato membro del consiglio di amministrazione della SACE.
Sposato, ha tre figli.

### Esperienza scout
Cociancich ha iniziato a prendere parte allo scautismo sin da bambino e ha poi ricoperto diversi incarichi regionali, nazionali e internazionali all'interno dell'AGESCI e della FIS: è stato caporedattore della rivista Camminiamo Insieme, incaricato nazionale alla branca Rover/Scolte (1994-1997), incaricato nazionale ai rapporti internazionali, formatore a livello nazionale di nuovi capi scout, membro della redazione di R/S Servire.
Nel 1995, mentre teneva un campo di formazione per capi scout, Cociancich ha avuto modo di conoscere l'allora ventenne Matteo Renzi, che partecipava come allievo.
Ha coordinato l'operazione Gabbiano Azzurro (1995-1997) nei campi profughi dell'ex Jugoslavia insieme all'UNHCR, e l'operazione Volo d'Aquila (1997) a sostegno dei minori abbandonati in Albania. Sempre nel 1997 è stato responsabile del contingente di 5000 scout italiani alla Giornata mondiale della gioventù di Parigi. Nel 2006, infine, è stato tra gli organizzatori del Roverway tenutosi a Loppiano.
Ha pubblicato due libri su tematiche scout: Passi di vento (2004), dove tratta delle scelte relative alla partenza scout, e Dare to Share (2007), sull'evento di Loppiano.
Dal 2011 al 2017, per due mandati, è stato presidente della Conferenza Internazionale Cattolica dello Scautismo (CICS) assieme allo statunitense Bray Barnes.
Nel 2024 è tra gli organizzatori e partecipanti della seconda edizione (a 75 anni dalla prima) della Freccia Rossa della Bontà.

### Carriera politica
È stato un sostenitore di Matteo Renzi alle primarie del centrosinistra del 2012, e poi eletto l'anno seguente senatore della XVII legislatura della Repubblica Italiana nella Circoscrizione Lombardia per il Partito Democratico. Diventa quindi membro della Commissione Esteri e di quella degli Affari Europei (in quest'ultima come capogruppo del PD) e poi dal 2014 anche della Commissione Contenziosa e di quella Affari Costituzionali (in quest'ultima in sostituzione di Luciano Pizzetti); nel corso del dibattito sulla riforma costituzionale, ha presentato alcuni emendamenti tra cui uno che è stato definito "canguro" dalla stampa, poiché ha fatto decadere diverse migliaia di altri emendamenti ostruzionistici presentati dalle opposizioni, consentendo un'approvazione più rapida del testo. A partire dal luglio del 2016 ha quindi lavorato attivamente nella campagna per il Sì al referendum costituzionale di quell'autunno, con l'incarico di coordinare i comitati territoriali.
Nel 2017 viene incaricato alla guida del dipartimento per la cooperazione internazionale in seno alla segreteria del PD.
Alle elezioni politiche del 2018 è stato ricandidato per il Partito Democratico nel Collegio plurinominale Lombardia - 03, ma non viene eletto. Nell'ottobre dello stesso anno, figura tra i promotori dei comitati civici inaugurati da Matteo Renzi nel corso della nona edizione della Leopolda.
Nel 2019 aderisce ad Italia Viva, di cui nel febbraio del 2020 diventa coordinatore a Milano assieme ad Alessia Cappello; mantiene l'incarico fino al 2022. Il 15 ottobre 2023, nel corso del primo congresso nazionale di Italia Viva, viene eletto coordinatore regionale del partito in Lombardia.

## Opere
- Roberto Cociancich, Passi di vento. In cammino verso la Partenza, Roma, Edizioni Scout Agesci - Nuova Fiordaliso, 2004, ISBN 88-8054-760-7.
- Roberto Cociancich, Laura Galimberti, Dare to Share, Roma, Fiordaliso, 2007, ISBN 978-88-8054-803-4.
- AA.VV., Guide to European Company Laws, Londra, Sweet and Maxwell, 2008, ISBN 978 04-2193-2708
- AA. VV., Project Finance, Londra, Thomson Reuters, 2012